# Holiday Overture
La Holiday Overture è una composizione per orchestra di Elliott Carter. Carter scrisse la composizione durante l'estate del 1944, su commissione della Boston Symphony Orchestra, per celebrare la liberazione di Parigi durante la seconda guerra mondiale. Inoltre, Carter compose l'ouverture per l'Independent Concert Music Publisher's Contest del 1945 e vinse questo concorso. L'ouverture doveva essere presentata in anteprima a Boston. Tuttavia, Carter fece una copia di alcune parti del lavoro. Alla fine, il lavoro ricevette la sua prima a Francoforte nel 1946, diretta da Hans Blümer. Nel 1961, Carter revisionò l'ouverture. 

## Retroscena
La musica è ottimista nello spirito, riflettendo l'affetto di Carter per i suoi anni passati a Parigi e alla reazione alla notizia della vittoria degli Alleati in Francia. Mentre ricorda il modo populista di Aaron Copland, secondo lo stesso compositore, l'opera è stata anche una delle sue prime a utilizzare "diversi livelli contrastanti di attività musicale allo stesso tempo". Inoltre, Carter ha detto del lavoro: 
 ''... doveva essere una dimostrazione di brillante orchestrazione e una sorta di pezzo vivace e di buon umore.'' 
 La musica ha una durata di circa 10 minuti. La strumentazione è la seguente: 
| Strumenti a fiato: - Due Flauti - Un Ottavino - Due Oboi - Un Corno Inglese - Due Clarinetti - Un Clarinetto Basso - Due Fagotti - Un Controfagotto | Ottoni : - Quattro Corni - Tre Trombe - Tre Tromboni - Una Tuba | Percussioni : - Timpani - Tamburo rullante - Grancassa - Triangolo - Piatti - Gong - Battacio | Tastiera : - Un Pianoforte | Stringhe : - 1 ° e 2 ° violino - viole - violoncelli - contrabbassi |

## Registrazioni
- CRI SD 475: American Composers Orchestra; Paul Lustig Dunkel, direttore[4]
- Naxos 8.559151: Nashville Symphony Orchestra; Kenneth Schermerhorn, direttore (registrato nel 2002)[5]
- Bridge Records 9177: Odense Symphony Orchestra; Donald Palma, direttore
- Testamento SBT 1516: Filarmonica di Berlino; Aaron Copland, direttore (registrato dal vivo il 30 settembre 1970)